# Gluta megalocarpa
Gluta megalocarpa är en sumakväxtart som först beskrevs av Evrard, och fick sitt nu gällande namn av Tardieu. Gluta megalocarpa ingår i släktet Gluta och familjen sumakväxter. Inga underarter finns listade i Catalogue of Life.